# Bay de L'Eau
Bay de L'Eau est une communauté abandonnée située dans la baie Fortune de l’île de Terre-Neuve à Terre-Neuve-et-Labrador au Canada.